# Uszka
Els uszka (en polonès: ‘orelletes') són petits dumplings normalment farcits de bolets o carn picada. Solen servir-se amb barszcz, tot i que també es poden prendre sols. Formen part dels plats tradicionals de Polònia, Lituània i Ucraïna, i poden afegir-se a la sopar a prendre's com un acompanyament.